# Cathédrale Saint-Marc de Korčula
Pour les articles homonymes, voir Cathédrale Saint-Marc.

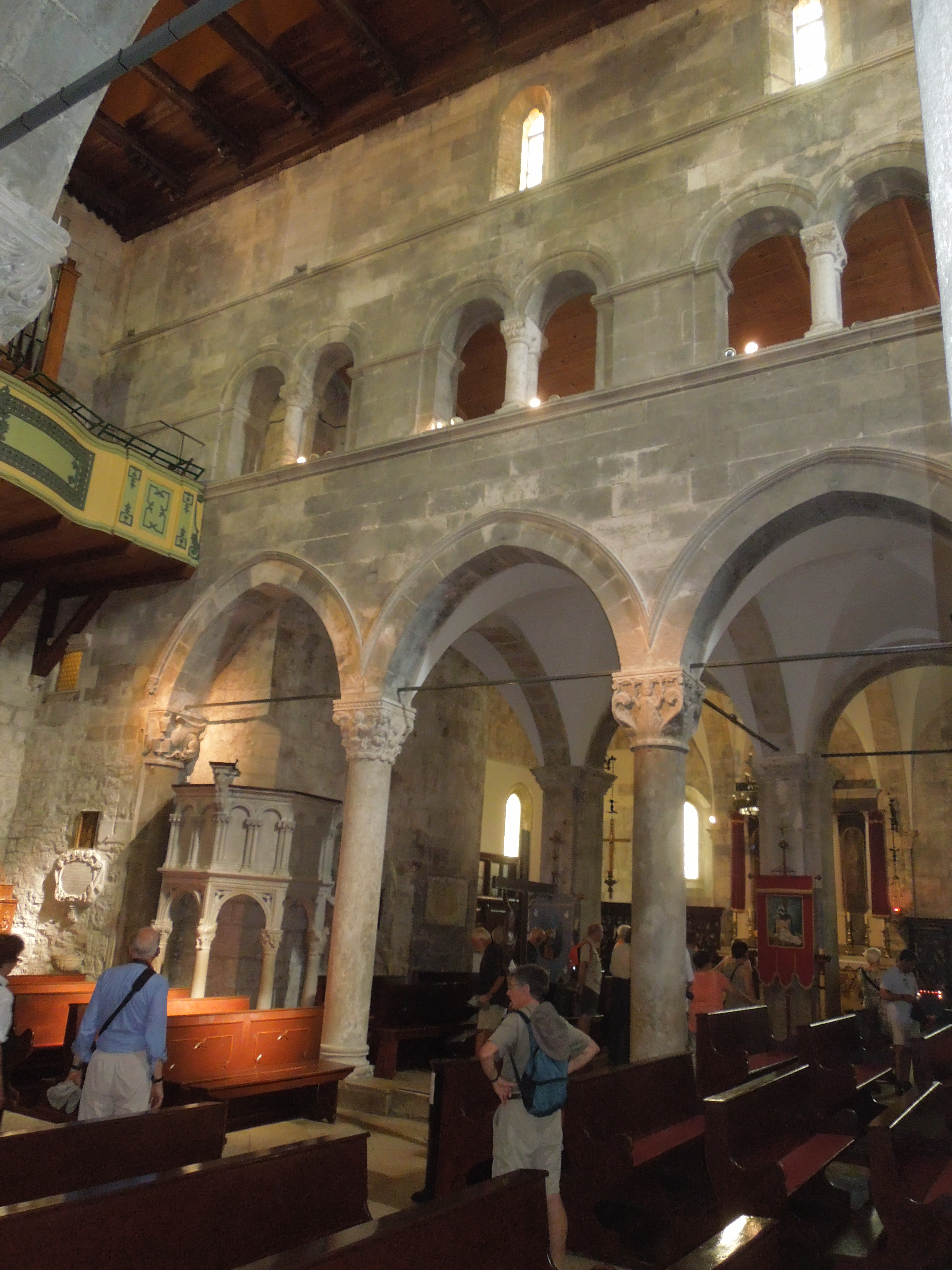
Vue interne

La cathédrale Saint-Marc , (en croate : Katedrala sv. Marka ; en italien : cattedrale di San Marco), également appelée cathédrale de Korčula, est un édifice religieux catholique qui était église cathédrale du diocèse de Korčula, sur l'île de Korčula, en Croatie. Le diocèse fut supprimé et intégré à celui de Dubrovnik en 1828 . Elle occupe une position élevée dans le centre-ville.

## Architecture
La cathédrale a été construite par des maîtres locaux du XVe siècle jusqu'au milieu du XVIe siècle. En 1557, un orgue est placé dans la cathédrale. Le célèbre peintre italien Le Tintoret a peint le retable. Le portail est l'œuvre de Bonino da Milano . Un nouvel orgue a été construit en 1787 par Vinko Klisevic. À l'époque moderne, une statue en bronze de Jésus-Christ, œuvre du sculpteur croate Frano Kršinić, a été ajoutée au baptistère.

## Voir également
- Diocèse catholique de Dubrovnik
- Église catholique en Croatie